# Acacia vomeriformis
Acacia vomeriformis é uma espécie de leguminosa do gênero Acacia, pertencente à família Fabaceae.